# Copa de Campeones Conmebol-UEFA 2026
La Copa de Campeones Conmebol-UEFA 2026, conocida por su nombre comercial como Finalissima 2026, será la cuarta edición del torneo que se disputa entre el ganador de la Copa América y el de la Eurocopa, tras las de 1985 y 1993 (como Copa Artemio Franchi) y 2022. Enfrentará a España, campeón de la Eurocopa 2024, y Argentina, campeón de la Copa América 2024.
Posiblemente, se disputará entre el 23 y el 31 de marzo de 2026, aunque las fechas del día pueden variar.

## Participantes
|   | Equipo    | Vía de clasificación                            | Fecha de clasificación | Participaciones | Última participación | Mejor desempeño         |
| - | --------- | ----------------------------------------------- | ---------------------- | --------------- | -------------------- | ----------------------- |
| 1 | España    | Campeón de la Eurocopa (2024) (4.° título)      | 14 de julio de 2024    | 0               | Debutante            | Debutante               |
| 2 | Argentina | Campeón de la Copa América (2024) (16.° título) | 14 de julio de 2024    | 2               | 2022                 | Campeón en 1993 y 2022. |

## Antecedentes
España y Argentina se enfrentaron con anterioridad en catorce oportunidades, con seis victorias para cada uno y dos empates. El único partido oficial lo disputaron en el Mundial de Inglaterra de 1966, donde el equipo sudamericano superó al europeo por 2-1, con goles de Luis Artime. El primero y el último enfrentamientos fueron dos amistosos jugados en Madrid, el inicial en diciembre de 1952, con triunfo argentino por 1-0, y el otro disputado en marzo de 2018, que ganó España por 6-1.

## Candidatas a ser sede
| Londres                          |
| -------------------------------- |
| Gran Londres, Estadio de Wembley |
| Capacidad: 90 000                |
|                                  |

| Lusail                                    |
| ----------------------------------------- |
| Municipio de Al Dayyen, Estadio de Lusail |
| Capacidad: 88 966                         |
|                                           |

| Riad                                |
| ----------------------------------- |
| Riad, Ciudad Deportiva del Rey Fahd |
| Capacidad: 67 000                   |
|                                     |

| Montevideo                     |
| ------------------------------ |
| Montevideo, Estadio Centenario |
| Capacidad: 60 235              |
|                                |